# Wendy et Richard Pini
Pour les articles homonymes, voir Pini.
Wendy Pini, née Fletcher, et Richard Pini sont deux dessinateurs, scénaristes et éditeurs américains de bande dessinée. Ils ont créé la maison d’édition indépendante WaRP Graphics en 1977, et ont commencé à y publier leur série Elfquest l’année suivante. Celle-ci leur a valu un des prix Inkpot remis au Comic-Con en 1980.
Wendy Fletcher et Richard Pini se sont rencontrés après que le second eut lu une lettre d’elle qui était parue dans le courrier des lecteurs de Silver Surfer, à la suite de quoi il commença à correspondre avec elle. Ils se sont mariés en 1974.

## Wendy Pini
Elle se sent inspirée par tous les médias qu’elle approche, depuis les contes jusqu’à la télévision, en passant par les mythes de tous les pays.
Dessinatrice du Pays des elfes, elle a contribué au projet Stormbringer qui devait être un film d’animation tiré de la nouvelle éponyme de Michael Moorcock. Finalement, seul le livre Law and Chaos: The "Stormbringer" Animated Film Project est publié en 1987 chez Father Tree Press, une subdivision de WaRP Graphics. Un projet d'adaptation en film d’Elfquest existe depuis 2003.
En 2003, elle est ajoutée au Temple de la renommée des auteures de bande dessinée.

## Richard Pini
Scénariste, il a commencé par travailler chez IBM jusqu’en 1981, après avoir fait des études d'astronomie. Il se sent proche de la nature et éloigné de la vie citadine.

## Récompenses
- 1979 : Ed Aprill Award (New York Comic Art Convention) – Meilleur Comics Indépendant (Elfquest)
- 1979, 1980 : Prix Alley pour Elfquest
- 1980 : Small Press Writers and Artists Organization – Meilleur Artiste de Comics pour Wendy Pini – Meilleur Éditeur de Comics pour Richard & Wendy Pini
- 1980 : San Diego Comic Convention – Prix Inkpot pour Wendy Pini et Richard Pini
- 1981 : Phantasy Press Comic Art Awards (Woody Awards, en l'honneur de Wally Wood) – Meilleur Comics Alternatif pour Elfquest
- 1983 : Small Press Writers and Artists Organization – Meilleur Comics pour Elfquest
- 1983 : Heroes Award (Heroes Aren't Hard To Find) – Meilleur Magazine Noir et Blanc (Elfquest)
- 1984 : New York State Jaycees Distinguished Service Award pour Wendy & Richard Pini
- 1985 : Prix Balrog (Sword and Shield Corp. of Denver, Colorado) – Meilleur Artiste pour Wendy Pini
- 1986 : Fantasy Festival Comic Book Awards (El Paso Fantasy Festival) – Meilleur Comics Alternatif pour Elfquest
- 1987, 1988 : Le Mage (Skywise en anglais, personnage d'Elfquest) intronisé dans la classe des premières années à la Massachusetts Institute of Technology
- 1989 : Golden Pen Award (Young Adult Advisory Committee, Spokane, Washington) pour Elfquest
- 2002 : Friends of Lulu Women Cartoonists Hall of Fame pour Wendy Pini
- 2019 : Temple de la renommée Will Eisner, pour l'ensemble de leur carrière
- 2024 :  prix Adamson du meilleur auteur étranger, pour l'ensemble de leur œuvre[2]

## Produits dérivés
Elfquest est également un jeu édité par Chaosium et traduit chez Halloween Concept.